# Крючков, Иван Павлович
Иван Павлович Крючков (3 октября 1923, Месягутовский кантон, Башкирская АССР — 9 мая 1995, Большеустьикинское, Башкортостан) — советский государственный и хозяйственный деятель.

## Биография
Иван Павлович Крючков родился 3 октября 1923 года в деревне Крючковка Месягутовского кантона БАССР. Член КПСС с 1951 года.
13 января 1942 года был призван в ряды Красной армии Мечетлинским райвоенкоматом. Направлен в Одесское пехотное училище, которое окончил в мае, после чего участвовал в боях в качестве стрелка 83-го гвардейского стрелкового полка. В сентябре 1942 года был ранен, в ноябре того же года демобилизован по состоянию здоровья.
С 1943 года работал полеводом, заместителем председателя колхоза «Серп и молот» Мечетлинского района. В 1952 году окончил Башкирскую сельхозшколу по специальности «агроном», в 1953 — Стерлитамакскую школу руководящих кадров сельского хозяйства. В 1955—1986 годы — председатель колхоза «Серп и молот»; добился средней урожайности зерновых в 25,5 ц/га, среднегодового удоя на одну корову в 3000 кг, среднесуточного привеса крупного рогатого скота в 485 грамм.
Избирался депутатом Верховного Совета СССР 5-го созыва.
Умер 9 мая 1995 года в селе Большеустьикинское Мечетлинского района.

### Семья
Жена — Анна Никифоровна;
- дочь (р. 1955)[7].

## Награды
- Медали, в том числе:
  - «За победу над Германией» (9.5.1945)[7];
  - «За доблестный труд в Великой Отечественной войне 1941—1945 гг.» (6.6.1945)[7];
- Орден Трудового Красного Знамени (1957, 1966)[2];
- Орден Октябрьской Революции (1971)[2];
- Орден Дружбы народов (1982)[2];
- Заслуженный работник сельского хозяйства БАССР (1983)[2];
- Орден Отечественной войны II степени (6.4.1985)[9].

## Комментарии
1. ↑  По другим данным — 23.9.1923[1].
2. ↑  Деревня Крючковка, основанная жителями села Усть-Икинское на рубеже 19-20 вв. как выселок Крючковский, располагалась на р. Большой Ик в 4 км от райцентра[3], в последующем относилась к Большеустьикинскому сельсовету Мечетлинского района; исключена из учётных данных между 1960 и 1968 годами[4], ныне — урочище[5] на территории Большеустьикинского сельсовета в Мечетлинском районе[6]. По-видимому, в связи с утратой Крючковки местом рождения в иных источниках указывается село Большеустьикинское[7].